# رئیس ستاد دفاع بریتانیا
رئیس ستاد دفاع بریتانیا (انگلیسی: Chief of the Defence Staff) ارشدترین جایگاه در مجموعه نیروهای مسلح بریتانیا است، که با پیشنهاد نخست‌وزیر بریتانیا و توسط پادشاهی بریتانیا منصوب می‌شود و به وزیر دفاع بریتانیا گزارش می‌دهد. هم‌اکنون ادمیرال تونی راداکین ریاست ستاد دفاع بریتانیا را برعهده دارد.
رئیس ستاد دفاع بریتانیا رئیس حرفه‌ای نیروهای مسلح بریتانیا و ارشدترین مشاور نظامی یونیفرم‌پوش وزیر دفاع و نخست‌وزیر بریتانیا است. رئیس ستاد دفاع در وزارت دفاع مستقر است و در کنار معاون وزیر دفاع و کارمندان ارشد این وزارتخانه، فعالیت می‌کند. رئیس ستاد دفاع بریتانیا بالاترین مقام رسمی است که در حال حاضر در نیروهای مسلح این کشور خدمت می‌کند.
طبق قانون اساسی، پادشاه، فرمانده کل قوای نیروهای مسلح بریتانیا است. با این حال، در عمل، دولت بریتانیا از حق سلطنتی خود به صورت دو فاکتو استفاده می‌کند و از طریق شورای دفاع وزارت دفاع، که رئیس ستاد دفاع نیز عضوی از آن است، نیروهای مسلح بریتانیا را هدایت می‌کند.
مسئولیت‌های اصلی رئیس ستاد دفاع بریتانیا شامل: رهبری دفاع، تعیین استراتژی برای دفاع، توسعه آینده نیروهای مسلح، انجام عملیات روزانه، فرماندهی استراتژیک نیروهای مسلح و رهبری روابط با نیروهای مسلح سایر کشورها است.